# ياشيلي
المجموعة قوانغدونغ ياشلي المحدودة (بالصينية:  广东雅士利集团股份有限公). هي شركة رائدة في إنتاج منتجات حليب الأطفال وحليب الصويا المملوكة للقطاع الخاص في الصين. مقرها في شاون منطقة شاوزو بمقاطعة قوانغدونغ،الصين وأدرجت في جزر كايمان. الشركة لديها أيضا كيان مدرج في هونغ كونغ ياشلي الدولية القابضة المحدودة.
ياشيلي لديها أيضا مرافق للإنتاج في هيلونغجيانغ،شانشي وتشنغتشو وفي يناير 2013 أعلنت أنها ستقيم منشأة للإنتاج في نيوزيلندا. ياشيلي توظف أكثر من 5000 شخص.
| النوع             | ملكية خاصة                                              |
| ----------------- | ------------------------------------------------------- |
| الصناعة           | منتجات الألبان ومنتجات الصويا ودقيق الشوفان ودقيق الأرز |
| تأسست             | 1983                                                    |
| المقر الرئيسي     | تشوان، قوانغدونغ، جمهورية الصين الشعبية                 |
| الأشخاص الرئيسيين | الأشخاص الرئيسيين                                       |
| المنتجات          | منتجات الألبان، منتجات الصويا                           |
| الموقع            | yashil                                                  |